# Watisoni Votu

a Compétitions nationales et continentales officielles uniquement.

b Matchs officiels uniquement.
Dernière mise à jour le 17 juillet 2025.
Watisoni Votu, né le 25 mars 1985 à Lautoka aux Fidji, est un joueur de rugby à XV et de rugby à sept fidjien évoluant aux postes de centre ou d'ailier.

## Carrière

### En club
Watisoni Votu commence sa carrière dans son pays natal avec l'équipe de Lautoka, en Skipper Cup,.
En 2012, il est mis à l'essai par le club de rugby à XIII australien des Newcastle Knights, mais ne s'engage finalement pas avec cette équipe,.
Son arrivée auprès du club anglais de rugby à XV des Exeter Chiefs est annoncée en juin 2012. Toutefois, à cause de problèmes de visa, il ne rejoint effectivement son équipe qu'en en janvier 2013,.
Dès mars 2013, il est annoncé à USA Perpignan mais ne rejoint le club qu'en septembre 2013 en raison de problèmes administratifs,.
En juin 2015, il signe pour deux ans avec la Section paloise. En décembre 2016, il prolonge pour deux saisons supplémentaires. En novembre 2018, il prolonge son contrat jusqu'en 2021.
Lors de la saison 2016-2017, il termine second meilleur marqueur d'essai avec 13 essais, une unité derrière le parisien Waisea Nayacalevu.
Lors de la saison 2018-2019, il marque un magnifique essai face au Racing 92 et cet essai fait partie des finalistes du plus bel essai de la saison par le Midi olympique  et il fait partie des trois finalistes lors de la Nuit du rugby 2019.
En mai 2019, il est suspendu cinq semaines en raison d'un plaquage dangereux lors de la réception du Racing 92 au stade du Hameau.
À l'issue de la saison de Top 14 2020-2021, il n'est pas conservé par la Section paloise. Il aura disputé 120 matchs avec le club béarnais et inscrit 42 essais.
En juin 2021, il s'engage pour une saison en Pro D2 avec l'AS Béziers Hérault. Pour sa première saison dans l'Hérault, il dispute 20 matchs de championnat et inscrit 2 essais. Lors de la saison 2022-2023, il dispute 22 matchs de Pro D2, dont 12 en tant que titulaire, et inscrit 4 essais. À la fin de la saison 2023, il prolonge son contrat d'une saison, puis à la même période l'année suivante, il prolonge à nouveau pour une nouvelle saison,. En fin de contrat en juin 2025, il quitte Béziers après 4 saisons et 80 matchs disputés.
En juillet 2025, il s'engage avec l'Entente sportive Avignon Saint-Saturnin en Fédérale 3 où il retrouve son ancien coéquipier à la Section paloise, Steffon Armitage.

### En sélection
Entre 2008 et 2013, Watisoni Votu participe au World Rugby Sevens Series avec l'équipe des Fidji de rugby à sept, disputant 108 matchs et inscrivant 187 points,. Il manque surt blessure la Coupe du monde 2009, mais dispute celle de 2013.
Il honore sa première cape en rugby à XV lors du match gagné 19 à 25 face au Japon le 5 juin 2012 à Nagoya. Il marque ses premiers points au niveau international en inscrivant un doublé le 14 juin 2014 à Lautoka face aux Tonga.
Entre 2012 et 2015, il est appelé par l'équipe des Fidji pour des tests internationaux. Il compte 12 sélections avec son équipe nationale et a inscrit 5 essais. Il fait partie du groupe élargi à 40 joueurs retenu pour préparer la Coupe du monde 2015 en Angleterre, mais n'est finalement pas retenu au sein de l'effectif final.